# Costanzo da Fabriano
Costanzo da Fabriano, noto anche come Costanzo Servoli (Fabriano, ... – Ascoli Piceno, 24 febbraio 1481), è stato un presbitero italiano dell'Ordine dei frati predicatori, il suo culto come beato è stato confermato da papa Pio VII nel 1821.

## Biografia
Figlio di Bernardo Servoli, apparteneva a una modesta famiglia di Fabriano. Abbracciò quindicenne la vita religiosa nel convento dei domenicani riformati di Santa Lucia, nella sua città, dove ebbe come confratelli Lorenzo da Ripafratta e, forse, Antonino da Firenze. Fu inviato a completare la sua formazione nel convento di San Domenico a Bologna, allora diretto da Corradino da Brescia, e nel 1436 era nel convento di San Marco a Firenze.
Insegnò teologia in vari conventi dell'ordine e ricoprì la carica di priore a Fabriano, Perugia e Ascoli Piceno. Su incarico del capitolo generale dell'ordine, celebrato a Roma nel 1468, riformò il convento di Camerino; prese parte al capitolo della congregazione lombarda, celebrato a Mantova nel 1474.

## Il culto
Il suo corpo è venerato nella chiesa di San Pietro Martire ad Ascoli mentre la reliquia della sua testa fu donata nel 1529 alla cattedrale di Fabriano.
Papa Pio VII, con decreto del 22 settembre 1821, ne confermò il culto con il titolo di beato.
Il suo elogio si legge nel martirologio romano al 24 febbraio.